# Nagroda im. Bolesława Prusa
Nagroda im. Bolesława Prusa – polska nagroda dziennikarska przyznawana przez Stowarzyszenie Dziennikarzy Rzeczypospolitej Polskiej.
Patronem nagrody jest polski pisarz i publicysta Bolesław Prus.

## Historia
Dziennikarską Nagrodę im. Bolesława Prusa ustanowiono w 1969 roku uchwałą Stowarzyszenia Dziennikarzy Polskich. W latach 80. XX wieku przyznawało ją Stowarzyszenie Dziennikarzy PRL, w latach 90. jego spadkobierca. W 1992 roku nagrodę wręczano w czterech kategoriach i tylko dla dziennikarzy prasowych: za publikacje o tematyce międzynarodowej, lokalnej, w obronie demokracji i praworządności oraz dla młodego dziennikarza. W kolejnych latach dodano kategorie za dziennikarstwo radiowe i telewizyjne, z dziedziny ochrony środowiska, za publikacje ekonomiczne (wspólnie z Polską Fundacją Małych i Średnich Przedsiębiorstw), za pierwszeństwo w podaniu informacji, za dziennikarstwo internetowe oraz nagroda za publikacje o tematyce sportowej. Z czasem nagrody w kategoriach otrzymały własnych patronów (np. Kazimierza Dziewanowskiego, Jacka Kalabińskiego, Marka Cara, Władysława Grabskiego, Stefana Myczkowskiego).
W latach 2002–2014 nagroda nie była przyznawana. Tradycję jej przyznawania wznowiło w 2015 roku Prezydium Stowarzyszenia Dziennikarzy RP. „Złotego Prusa” otrzymuje się za całokształt dokonań dziennikarskich, zaś „Zielonego Prusa” młodzi dziennikarze do 35 roku życia za wybitne osiągnięcia publicystyczne i dojrzałość twórczą. O nagrody mogą ubiegać się: dziennikarze prasy, radia, telewizji, agencji i Internetu. Wręczane statuetki zaprojektował prof. Marian Molenda. Członków kapituły nagrody desygnuje prezydium stowarzyszenia. Od 2024 roku przyznawany jest „Niebieski Prus” dla dziennikarza – wydawcy.
W 2015 roku w skład kapituły weszli: Walery Pisarek – przewodniczący, Adam Boniecki, Bronisław Cieślak, Wiktor Legowicz, Tomasz Miłkowski, Piotr Najsztub, Leszek Mazan, Irena Piłatowska-Mądry, Zdzisław Pietrasik, Marek Rymuszko, Jacek Snopkiewicz, Andrzej Maślankiewicz.
W 2017 roku kapitułę tworzyli m.in. laureaci poprzednich edycji: prof. dr hab. Janusz Adamowski, Tomasz Miłkowski, Andrzej Maślankiewicz, Jacek Żakowski, Katarzyna Michalak.
W 2020 roku członkami kapituły byli: Janusz Adamowski – przewodniczący, Irena Piłatowska-Mądry, Krystyna Mokrosińska, Helena Ciemińska-Kowalik, Sławomir Pietrzyk, Przemysław Talkowski, Jakub Tarka, Zbigniew Bajka, Ireneusz Michał Hyra, Tomasz Miłkowski, Andrzej Maślankiewicz, Jacek Snopkiewicz.

## Lista nagrodzonych
| Rok         | dziennikarz                                                                                                 | źródło                      |
| ----------- | --- | --------------------------- |
| 1969        | Władysław Machejek, Krystyna Anna Jagiełło                                                                  | [ 1 ]                       |
| 1970        | |                             |
| 1971        | Maciej Szumowski                                                                                            | [ 7 ]                       |
| 1972        | Stanisław Harasimiuk                                                                                        |                             |
| 1973        | |                             |
| 1974        | |                             |
| 1975        | Ryszard Kapuściński                                                                                         | [ 8 ]                       |
| 1976        | Janusz Rolicki                                                                                              |                             |
| 1977        | |                             |
| 1978        | Janusz Wilhelmi                                                                                             | [ 9 ]                       |
| 1979        | Marian Podkowiński                                                                                          |                             |
| 1980        | Wiesław Górnicki                                                                                            |                             |
| 1981        | Jerzy Turowicz, Maciej Szumowski, Klemens Krzyżagórski (II stopnia)                                         | [ 7 ] [ potrzebny przypis ] |
| 1982        | |                             |
| 1983        | Krystyna Zielińska-Zarzycka                                                                                 |                             |
| 1984        | Zygmunt Broniarek (I stopnia)                                                                               |                             |
| 1985        | Zygmunt Kałużyński (I stopnia), Józef Królikowski (III stopnia)                                             | [ 1 ]                       |
| 1986        | Jerzy Surdykowski (Stanisław Tkocz)                                                                         | [ 10 ]                      |
| 1987        | Andrzej Dobrzyński (ur. 1929)                                                                               | [ 1 ]                       |
| 1988        | |                             |
| 1989        | |                             |
| 1990        | Hanna Krall, Bolesław Wierzbiański, Ignacy Rutkiewicz                                                       | [ 12 ]                      |
| 1991        | Helena Kowalik-Ciemińska, Tygodnik „Wprost”                                                                 | [ 1 ]                       |
| 1992        | Monika Olejnik (I stopnia), Maciej Łopiński                                                                 | [ 13 ] [ 14 ]               |
| 1993        | |                             |
| 1994        | Andrzej Micewski                                                                                            | [ 1 ]                       |
| 1995        | Andrzej Drawicz (I stopnia), Ryszard Pieńkowski (II stopnia)                                                | [ 1 ]                       |
| 1996        | |                             |
| 1997        | |                             |
| 1998        | |                             |
| 1999        | |                             |
| 2000        | Bogusław Wołoszański, Krystyna Bochenek                                                                     | [ 15 ] [ 16 ]               |
| 2001        | |                             |
| 2015        | Jacek Żakowski („Złoty Prus”), Katarzyna Błaszczyk („Zielony Prus”)                                         | [ 1 ]                       |
| 2016        | Katarzyna Michalak („Złoty Prus”), Stanisław Skarżyński („Zielony Prus”)                                    | [ 1 ]                       |
| 2017        | Grzegorz Sroczyński („Złoty Prus”), Rafał Woś („Zielony Prus”)                                              | [ 17 ]                      |
| 2018        | |                             |
| 2019        | Przemysław Talkowski („Złoty Prus”), Jakub Tarka („Zielony Prus”)                                           | [ 18 ]                      |
| 2020        | Tomasz Sekielski („Złoty Prus”), Janusz Schwertner („Zielony Prus”)                                         | [ 19 ]                      |
| 2021        | Robert Walenciak („Złoty Prus”), Mateusz Lachowski („Zielony Prus”)                                         | [ 20 ]                      |
| 2022 – 2023 | Adam Bogoryja-Zakrzewski („Złoty Prus”), Ewa Wilczyńska („Zielony Prus”), Mirosław Kuliś („Niebieski Prus”) | [ 5 ]                       |